# Flandra
Flandra (neerlandeză Vlaanderen) este o regiune din nordul-vestul Europei, una dintre componentele statului federal Belgia. Actualmente termenul generic Flandra se referă la două entități federale belgiene: Regiunea Flandra (neerlandeză Vlaams Gewest, franceză Région flamande, germană Flämische Region) și Comunitatea Flamandă (neerlandeză Vlaamse Gemeenschap, franceză Communauté flamande, germană Flämische Gemeinschaft), ambele conduse de un singur guvern și parlament instituții aflate la Bruxelles

## Istorie
În anul 54 î.Hr. Cezar cucerește regiunea în timpul campaniei sale din Galia și o integrează provinciei Gallia Belgica. Regiunea era ocupată de o populație formată din triburi celte și germanice cunoscute sub denumirea de belgi. În secolul al V-lea regiunea este ocupată de triburi germanice și aceasta intră treptat în componența Imperiului Carolingian. Judith, fiica lui Carol cel Pleșuv a primit regiunea care avea să devină Comitatul Flandra în 862. 
Acesta a fost divizat în secolul al XI-lea când o parte din vestul acestuia a devenit o posesie a Regatului Franței. În 1191 restul comitatului a intrat sub autoritatea conților din comitatul vecin Hainaut, iar în 1384 întreaga regiune a intrat în posesia ducilor de Burgundia. În 1477 linia acestora se stinge, regiunea intrând în posesia habsburgilor. Din 1556 întreaga regiune intră sub tutela ramurii spaniole a casei de Habsburg, iar din 1713 aceasta intră sub tutela ramurii austriece. În secolul al XVII-lea în urma unor tratate succesive, regiunile vestice ale Flandrei au intrat sub suveranitate franceză, regiune care actualmente este denumită informal Flandra Franceză. 
În această perioadă regiunea a înflorit datorită comerțului și a industriei textile. Gent, Bruges și Ypres și mai târziu Anvers au fost unele dintre cele mai importante orașe din Evul Mediu. Bunăstarea și bogăția regiunii au făcut-o renumită, arta, și în special tapiseriile și pictura flamandă dezvoltându-se în această perioadă. Totuși, bogăția și urbanizarea regiunii au făcut ca această să fie puternic afectată de marile epidemii de ciumă și de războaiele din regiune: Războiul de 100 de ani și conflictele reformei și contrareformei
După începutul Revoluției franceze din 1789 regiunea intră treptat în zona de influență a Franței, fiind incoroporată teritoriului Primei Republici Franceze în 1795. Vechea organizare teritorială feudală a fost înlăturată și regiunea a fost organizată în departamente (Lys, Escaut, Deux-Nèthes, Meuse-Inférieure și Dyle) și comune. Resentimentele anti-franceze se dezvoltă în regiune, iar în principal datorită instaurării conscripției obligatorii, în 1798 are loc o revoltă a țăranilor (neerlandeză Boerenkrijg). 
În 1815 în urma Congresului de la Viena de după înfrângerea lui Napoleon Bonaparte, Flandra este atribuită noului stat Regatul Unit al Țărilor de Jos. Cu toate că noul stat era neerlandofon, politicile sociale, economice și religioase ale regelui protestant Wilhelm I al Țărilor de Jos au făcut ca burghezia și clerul regiunii să susțină Revoluția Belgiană din 1830 care a dus la formarea Regatului Belgiei. În urma Tratatului de la Londra din 1839, independența noului stat este recunoscută, dar suveranitatea asupra Flandrei Zeelandice este lăsată Regatului Țărilor de Jos care până în 1863 prelevează o taxă pentru traficul portului Anvers, lucru care împiedică dezvoltarea regiunii. 
Flandra a fost unul dintre marile câmpuri de bătălie din Primul Război Mondial, cele trei bătălii de la Ypres fiind extrem de sângeroase. Războiul a fost un moment important în formarea identității și conștiinței populației flamande. Aceasta, formată în principal din țărani și muncitori slab educați, era dominată în statul Belgian de o elită francofonă. Măsurile prietenoase către populața flamandă luate de către ocupantul german și traumele soldaților flamanzi de pe front, conduși de ofițeri francofoni a permis catalizarea conștiinței flamande. Aceasta a permis recunoașterea drepturilor flamanzilor și a dus la reorganizarea statului înepând din anii 60 într-o federație care să țină cont de aspectele indentitare și culturale diferite ale regiunilor Belgiei.

## Guvern și politică
Atât Comunitatea Flamandă cât și Regiunea Flandra sunt entități constituționale ale Regatului Belgiei, delimitate de fontiere geografice precise. În practică, Comunitatea și Regiunea sunt conduse de instituții comune, cu un parlament și un guvern unic, deoarece, din punct de vedere legal, comunitatea a absorbit competențele regiunii. 
Comunitatea Flamandă își exercită autoritatea în întreg teritoriul regiunii Flandra precum și în Regiunea Capitalei Bruxelles, în chestiunile legate de locuitorii neerlandoofoni ai acesteia. Competențele acesteia au fost inițial orientate, în principal, către chestiunile legate de limba indivizilor: cultură (inclusiv media audio-vizuală), educație și utilizarea limbii. Ulterior, competențele au fost extinse către domenii mai puțin legate de chestiuni de limbă și printre acestea se pot enumera: sport, medicină generală și preventivă și asistență a indivizilor (protecția tinerilor, ajutor acordat familiilor, servicii de asistență a imigranților, etc.).
Regiunea Flandra are o populație de aproximativ 6 milioane de locuitori și exclude teritoriul Regiunii Capitalei Bruxelles enclavat în aceasta. În principal, regiunea are autoritate în chestiuni legate de teritoriu: economia, agricultura, lucrări publice, energie, transport, politica de gestionare a apei, a mediului, a locuințelor, planificarea orașelor și regională, conservarea naturii și comerțul exterior. De asemenea regiunea supraveghează provinciile, comunele și companiile de utilități intercomunale.
Numărul flamanzilor vorbitori de neerlandeză din Regiunea Capitalei este estimat a fi situat între 11% și 15% (nu există cifre oficiale datorită lipsei recensămintelor lingvistice). Conform unui studiu efectuat în regiunea capitalei de către Universitatea Catolică din Louvain-la-Neuve, studiu publicat în 2006, 51% dintre respondenți se consideră bilingvi, chiar dacă nu au neerlandeza ca limbă principală. 
Toate instituțiile flamande, guvern, parlament, etc., au sediul în orașul Bruxelles. Cu toate că Comunitatea și Regiunea au instituții unice, diferența dintre competențele acestora este importantă, în principal pentru locuitorii din Bruxelles. Astfel membrii Parlamentului Flamand aleși în Bruxelles nu au drept de vot în chestiunile legate de Regiunea Flamandă.
Limba oficială a tuturor instituțiilor flamande este limba neerlandeză. Franceza se bucură de un statut special în 12 comune cu facilități situate la frontiera cu regiunea Valonia și în jurul Regiunii Capitalei. De asemenea franceza este una dintre cele două limbi oficiale ale Regiunii Capitalei care este majoritar francofonă, peste 80% dintre locuitorii acesteia considerându-se francofoni. Conform unui sondaj din 2006, franceza este cunoscută de aproximativ 59% din populația Flandrei.
Din anii 1970 partidele politice din Belgia sunt organizate pe criterii lingvistice, neexistând partide politice majore naționale. În Flandra, principalele partide politice ce moștenesc partidele istorice belgiene sunt: Partidul Flamand Creștin-Democrat (CD&V), Flamanzii Liberali și Democrați (VLD) și Partidul Socialist - Diferit (Sp.a). În ultima jumătate de secol, au apărut numeroase partide noi. Mișcarea naționalistă flamandă Volksunie s-a separat în partidul naționalist de extremă dreapta Vlaams Belang (VB) și încă două partide moderate: unul de stânga, Spirit, și unul de dreapta, Noua-Alianță Flamandă (N-VA), ambele partide participând la alegeri în general în cadrul unor alianțe. Alte partide importante sunt: partidul ecologist Verzi! (Groen!) și partidul conservator liberal fortuynist List Dedecker (LD), fondat de Jean-Marie Dedecker în 2007. Interesele minorității franceze din Flandra sunt reprezentate de partidul Uniunea Fraoncofonilor (UF).
Trei partide politice flamande susțin secesiunea față de Belgia a Flandrei: N-VA, VB și LD. VB este considerat de toate celelalte partide flamande ca fiind un partid de extrema dreaptă. Scopul acestuia este de dizolvare a Belgiei și de creare a unui stat suveran și independent pentru poporul (neerlandeză volk) flamand, pe care îl consideră o națiune. Principalele partide politice flamande precum și cele francofone, duc o politică de necolaborare cu acesta, politică numită cordon sanitaire. Celelalte partide independentiste, N-VA și LD, au priorități un pic diferite. Ele nu sunt împotriva Belgiei ca principiu, ci sunt nesatisfăcuți de aceasta.
În 6 decembrie 2011 s-a încheiat o criză guvernamentală care a durat 540 de zile, criză cauzată de conflictul lingvistic flamando-valon. Șase din cele șapte partide parlamentare din Belgia au convenit asupra alegerii lui Elio Di Rupo, de origine italiană, în funcția de premier.

## Diviziuni administrative
Regiunea Flamandă acoperă 13.522 km² și conține 308 comune.Este divizată din punct de veder administrativ în 5 provincii:
| Idx | Provincie                          | Capitală | Suprafață | Populație (2011) | Densitate | Harta |
| --- | ---------------------------------- | -------- | --------- | ---------------- | --------- | ----- |
| 1   | Anvers (Antwerpen)                 | Anvers   | 2.867     | 1.764.773        | 615,5     |       |
| 2   | Limburg (Limburg)                  | Hasselt  | 2.414     | 844.621          | 349,9     |       |
| 3   | Flandra de Est (Oost-Vlaanderen)   | Gent     | 2.991     | 1.445.831        | 483,4     |       |
| 4   | Brabantul Flamand (Vlaams-Brabant) | Louvain  | 2.106     | 1.086.446        | 515,9     |       |
| 5   | Flandra de Vest (West-Vlaanderen)  | Bruges   | 3.125     | 1.164.967        | 372,8     |       |

## Geografie
Flandra este formată din două regiuni geografice principale: câmpia Yser-ului și coasta Mării Nordlui în vest și câmpia din nord-est. Prima este formată dintr-un relief nisipos și soluri aliviale, cu altitudini foarte joase. Mare parte din acest teritoriu a fost canalizat și au fost amenajate poldere protejate de diguri. Câmpia centrală începe în bazinul fulviului Schelde și cu o altitudine situată între 5 și 30 m. în extremitatea sudică, la frontiera cu Valonia, și estică, la frontiera cu Olanda, relieful este mai pronunțat,  fiind sub forma unor văi largi, cu altitudini ce depășesc 150m. În exclava Voeren, situată între frontiera olandeză și provincia Liège se atinge altitudinea maximă a regiunii, 288 m.
Climatul este temperat maritim ci precipitații importante de-a lungul anului. Temperatura medie lunară variează între 3 °C în ianuarie și 18 °C în iulie; precipitațiile medii lunare variează între  65 mm în ianuarie și 78 mm în iulie.

## Economie
PIBul total al Regiunii Flamande era de 165.847 milioane de Euro în 2004 iar PIB-ul la paritatea puterii de cumpărare era cu 23% deasupra mediei UE. 
Flandra a fost una dintre primele regiuni Europa Continentală care a trecut printr-o perioadă de revoluție industrială la începutul secolului XIX. Inițial dezvoltarea s-a bazat foarte mult pe industria textilă și alimentară. În anii 1840 a avut loc o criză a industriei textile iar regiunea a fost cuprinsă de foamete. După cel de al doilea război mondial Gent și Anvers s-au dezvoltat datorită industriei petrochimice și a activităților portuare. Fladra a atras de asemenea numeroase investiții străine datorită forței de muncă bine instruite. Anii 1970 au reprezentat o perioadă de receseie datorită crizelor petroliere. Declinului industriei metalurgice și politicile economice mai liberale din Flandra au făcut ca centrul economic al Belgiei să se deplaseze dinspre regiunea minieră și metalurgică Valonia spre nord fiind actualmente concentrat în regiunea Bruxelles-Louvain-Anvers-Gent. 
Actualmente economia Flandrei este orientată în principal spre sectorul serviciilor, diversele industrii implantate în regiune fiind însă principalul atuu. Econimia este puternic orientată pe exporturi de bunuri cu valoare adăugată importantă. Principalele produse de import sunt: petrol și produse petroliere și chimice, textile, îmbrăcăminte și accesorii, utilaje industriale și alimente. Principalele produse de export sunt produse alimentare, textile, materiale plastice, produse petroliere și automobile. Principalii parteneri economici sunt Germania, Olanda, Franța, Regatul Unit, Italia și Statele Unite.
Una dintre particularitățile economiei Flandrei este dezvoltarea în Anvers a comerțului și a industriei de prelucrare a diamantelor. Orașul are patru burse de diamante. Centrul mondial de diamante din Anvers joacă un rol important în stabilirea standardelor și a eticilor profesionale precum și în promovarea intereselor orașului ca centru al industriei diamantelor și în instruirea personalului. După cel de al doilea război mondial, comerțul a fost dominat de comunitatea evreiască hasidică din Anvers. În ultimele două decenii din ce în ce mai mulți comercianți de origine indiană sau armeniană au crescut în importanță.
Infrastructura de transport este foart bine dezvoltată, atât cea rutieră cât și cea feroviară și în special cea maritimă. Anvers este al doilea port european după Rotterdam și este conectat la o rețea importantă de canale și văi navigabile. 
Belgia fiind membră fondatoare a UE, economia Flandrei este bine integrată în economia europeană. Din 2002 Euro a înlocuit francul belgian. Din 1922 Belgia și Luxemburgul formează o zonă economică comună, iar din 1944 aceste țări fac parte din zona economică Benelux.

## Demografie
Populația regiunii flandra era de 6.117.440 la începutul anului 2007. Bruxelles (Brussel) este enclavat în Regiunea Flandra și capitala instituției, dar este o regiune separată, centrul unei aglomerații de aproape 2.000.000 locuitori, din care peste 1.000.000 locuiesc în Regiunea Capitalei Bruxelles. Din locuitorii Regiunii capitalei, aproximativ 15% sunt considerați flamanzi. Anvers (Antwerpen), Gent, Bruges (Brugge) și Louvain (Leuven) sunt cele mai mari orașe din Flandra. 
Aproximativ 75% din flamanzi sunt botezați în Biserica Romano-Catolică, dar mai puțin de 8% participă regulat la slujbe. Aproape jumătate din locuitori se declară agnostici sau atei, 47% se declară catolici iar islamul este a doua religie ca importanță cu doar 3,5% din populație. 